# Asclépiéion d'Athènes
Le sanctuaire d'Asclépios ou Asclépiéion (grec ancien : Ἀσκληπιεῖον) est situé sur le versant sud de l'acropole d'Athènes, au-dessous du Parthénon, entre le portique d'Eumène et le théâtre de Dionysos. Il se compose essentiellement d'un temple et d'un portique d'ordre dorique, construits autour de 420 av. J.-C.

## Description

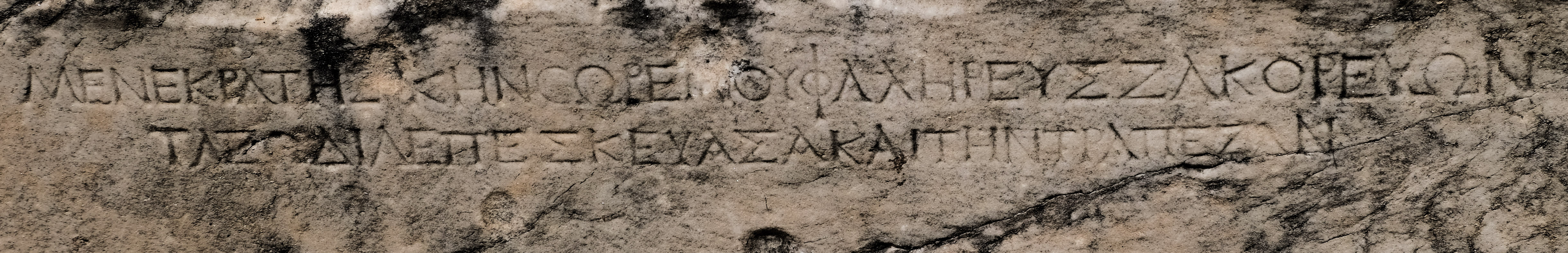
Inscription dédicatoire de l'Asclépiéion.

Dédié à Asclépios, dieu de la médecine dont le culte a été importé d'Épidaure à Athènes après 420 av. J.-C., le sanctuaire était voué à la guérison des malades et servait également de lieu de soins médicaux.
Le sanctuaire présente une clôture carrée, un temple et un portique (stoa) d'ordre dorique de 50 mètres de long, composé d'une galerie double séparée par une rangée de colonnes, construite au IVe siècle av. J.-C. Par la suite, le noyau de l'Asclépiéion (stoa et temple) a été intégré à une basilique paléochrétienne. Le portique comportait une grotte, plus tard convertie en chapelle chrétienne, avec une source encore considérée comme curative.
Des travaux d'anastylose ont été réalisés au cours des années 2010, pour une meilleure compréhension des vestiges. 

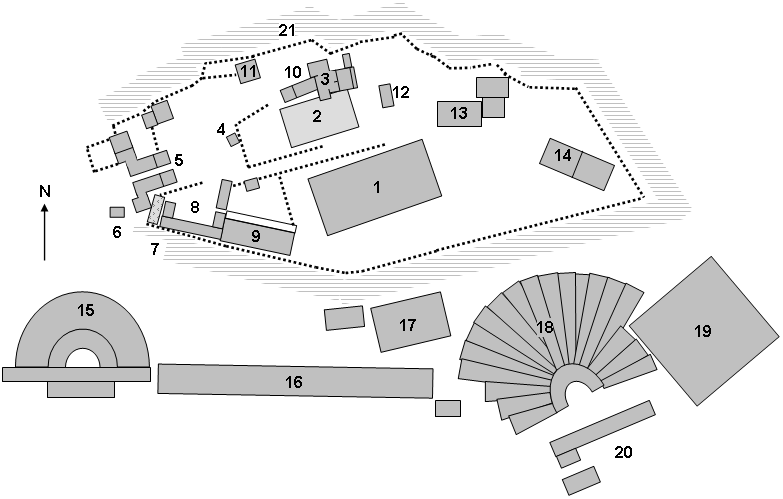
1. Parthénon
2. Ancien temple d'Athéna
3. Érechthéion
4. Statue d'Athéna Promachos
5. Propylées
6. Temple d'Athéna Nikè
7. Éleusinion
8. Brauronéion
9. Chalcothèque
10. Pandroséion
11. Maison des Arrhéphores
12. Autel d'Athéna
13. Autel de Zeus
14. Hérôon de Pandion
15. Odéon d'Hérode Atticus
16. Stoa d'Eumène
17. Asclépiéion
18. Théâtre de Dionysos
19. Odéon de Périclès
20. Téménos de Dionysos Eleuthéreus
21. Aglauréion

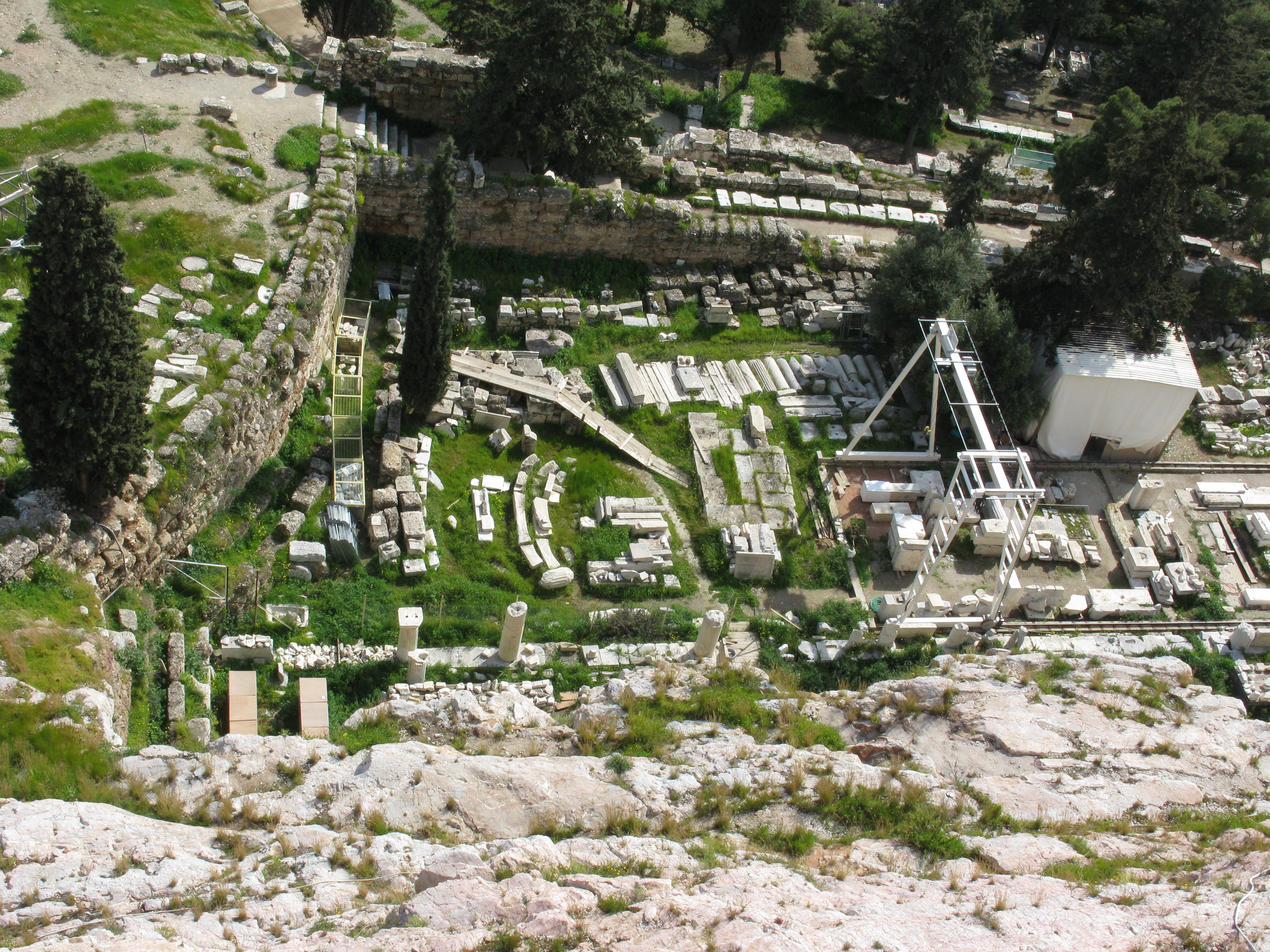
Les vestiges du sanctuaire, vus du haut de l'Acropole, en 2010.
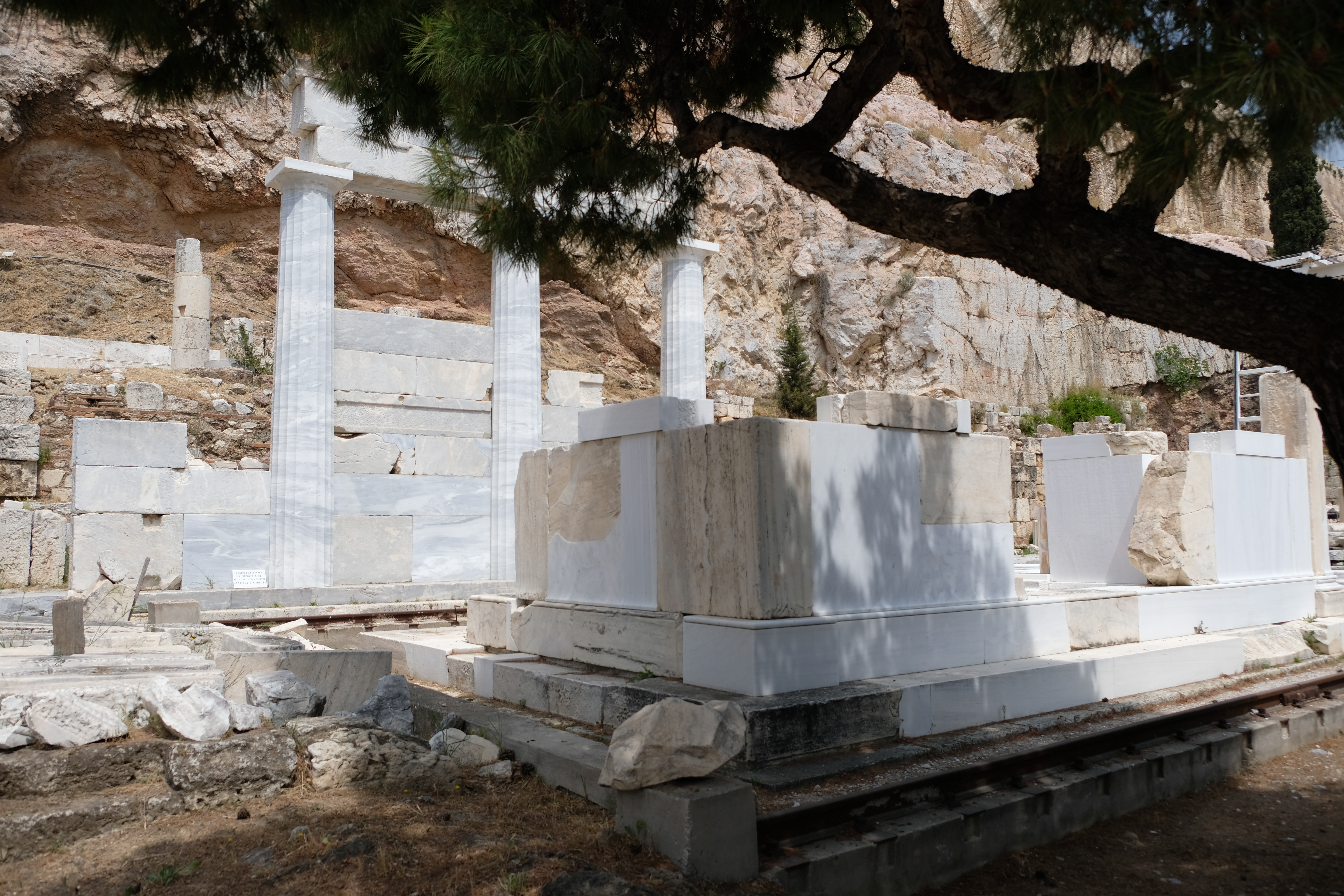
Le sanctuaire en 2018, après anastylose.
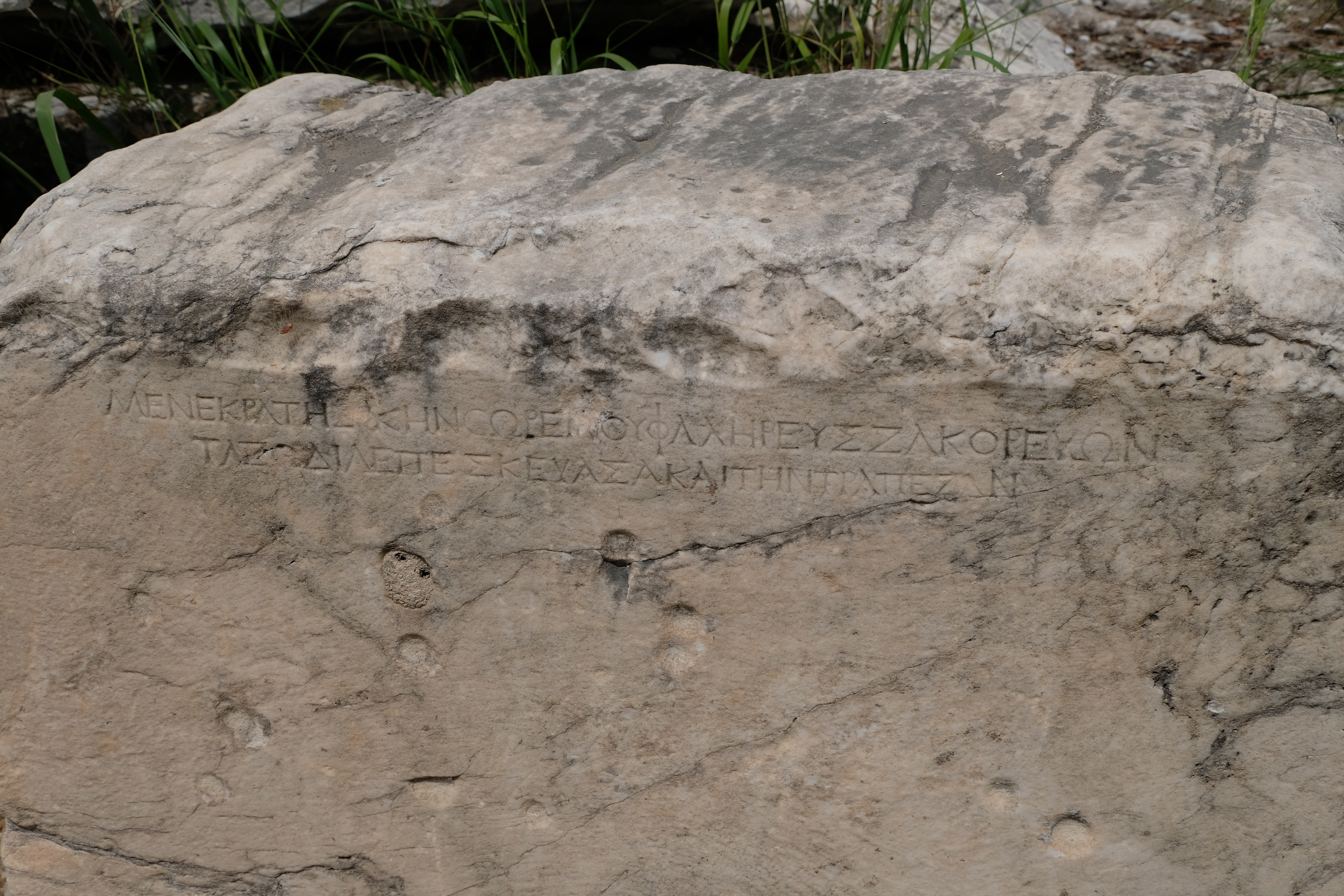
Bloc portant l'inscription dédicatoire.

## Artéfacts
Le musée de l'Acropole d'Athènes présente des ex-votos provenant de l'Asclépiéion d'Athènes.
| Objet | Description | Origine et datation                               |
| ----- | --- | ------------------------------------------------- |
|       | Offrande votive de l'asclépiéion d'Athènes Partie d'un visage féminin avec des yeux incrustés. Offrande votive du IVe siècle av. J.-C., probablement du sculpteur Praxias, insérée dans la niche d'un pilier du sanctuaire d'Asclépios. Musée de l'Acropole d'Athènes | Temple d'Asclépios, Athènes. IVe siècle av. J.-C. |
|       | Offrandes de l'asclépiéion d'Athènes Plaques d'offrandes votives en bas-relief. Yeux, oreille, sein, jambe, avec inscriptions votives. Musée de l'Acropole d'Athènes                                                                                                  | Temple d'Asclépios, Athènes. IVe siècle av. J.-C. |

Une stèle de Phanostratê érigée en remerciement pour ses services a été retrouvée sur le versant sud de l'acropole d'Athènes, avec une inscription mais sans sa statue. Elle est conservée au musée épigraphique sous le nom IG II³ 4 700.

## Sources
1. 1 2  (it) Bruno Vaccari, « Asclepio - Eusculapio. L'Asclepieion di Atene » [archive du 25 juillet 2013], sur asclepio.it, 25 juillet 2013 (consulté le 29 avril 2020)
2. ↑  (en) Pillar with votives dedicated to Asklepios. "Praxias' dedication"
3. ↑  Cremo, p. 12-13.
4. ↑  Sebillotte.

## Articles connexes
- Asclépios
- Asclépiéion
- Acropole d'Athènes

## Liens externes
- (el) Βάντα Παπαευθυμίου, « Ασκληπιείο », sur odysseus.culture.gr, Υπουργείο Πολιτισμού και Αθλητισμού (consulté le 19 mai 2022)